# Engin Verel
Engin Verel, né le 15 septembre 1956 à Istanbul, est un footballeur turc ayant notamment joué au Lille OSC.
Une image de lui l'immortalise nu dans le vestiaire lillois, serrant la main du premier ministre Pierre Mauroy, après une victoire contre Nantes le 23 janvier 1982.
Il fut sélectionné à 26 reprises avec la Turquie.

## Carrière
- 1973-1975 : Galatasaray -  Turquie
- 1975-1979 : Fenerbahçe -  Turquie
- 1979-1980 : Hertha Berlin -  Allemagne
- 1980-1981 : RSC Anderlecht -  Belgique
- 1981-1983 : Lille OSC -  France

## Palmarès
- 2 fois champion de Turquie : 1975 et 1978 (Fenerbahçe)